# Georgina Bardach
Georgina Bardach (Córdoba, 18 agosto 1983) è una nuotatrice argentina.
Specializzata nei misti ha vinto una medaglia di bronzo alle Olimpiadi di Atene 2004.

## Palmarès
- Olimpiadi

Atene 2004: bronzo nei 400m misti.
- Mondiali in vasca corta

Mosca 2002: bronzo nei 400m misti.
- Giochi panamericani

Santo Domingo 2003: oro nei 400m misti.
Rio de Janeiro 2007: bronzo nei 400m misti.
- Giochi sudamericani

Medellin 2010: argento nei 200m misti, nella 4x200m sl e nella 4x100m misti, bronzo nei 200m dorso e nei 200m farfalla.